# Francophonie en Albanie
La francophonie en Albanie concerne la place et le développement de la langue française en Albanie, notamment son enseignement comme langue étrangère.

## L’histoire de la langue française en Albanie

### Le lycée national de Korça
Korça s’appelle Petit Paris en raison d’un patrimoine et d’une architecture française. Il est connu différemment comme le lycée français parce que les professeurs et le programme albanais était un collège dans la ville de Korça, qui est ouverte en 1917. Ce lycée a été fermé en 1939. Le lycée français était une école laïque où les matières étaient en français. Les professeurs qui ont contribué dans ce lycée sont Leon Monbanyrant, Viktor Coutan, Leon Perret, Andre Bregault, Jean Meyer, Jacques Vincler et Baylle-Comte. Pendant la Première Guerre mondiale, l’arrivée de l’armée française dans la ville de Korça, en particulier les professeurs du Liceu français, ont créé une atmosphère culturelle très spéciale parmi toutes les autres personnes venues dans cette ville. Les livres et les magazines français ont commencé à se répandre. Pendant 9 ans, on a pu étudier le français au lycée. Pendant les trois premières années, on enseignait des matières générales et dans la quatrième année, il y avait deux branches à suivre : la branche classique (sciences humaines) et la branche "réelle" (sciences naturelles).
Une partie de l’intelligentsia albanaise a été formée au lycée de Korça. Le français jouit d’une position privilégiée : c’est la langue de la culture et de la science. Le conseil municipal de Korça a également honoré 35 lycéens qui ont étudié au lycée comme Vedat Kokona, Misto Treska, Behar Shtylla, Safet Butka, Mahir Domi, Sotir Kuneshka, Petraq Pepo, Vangjush Tushi, Sotir Kristo, etc.,,

### Les langues occidentales pendant le communisme albanais
Pendant le communisme albanais, la langue étrangère qui était enseignée dans les écoles était le russe, qui était accompagnée par le français mais elle a survécu et est encore enseignée aujourd'hui. Le désir de voir et d'apprendre ce qui se passait à travers les frontières était très fort. À partir d’ici a commencé l'apprentissage de la langue italienne à travers la télé. Au début des années 1990, les Albanais ont commencé à suivre différents programmes étrangers et à apprendre des langues européennes comme l'italien ou l'allemand,.

## Coopération linguistique et éducative

### Le français dans l’enseignement primaire et secondaire
Le français est la deuxième langue étrangère enseignée en Albanie. En coopération avec le ministère de l’Éducation et de la Science et l’Association des professeurs de français d’Albanie, le SCAC (Service de coopération et d'action culturelle) apporte son soutien à la formation continue des professeurs de français, dans les lycées des langues étrangères, les lycées généraux et les « écoles de 9 ans » (scolarité obligatoire) par des séminaires et des stages sur place et en France.

#### Sections bilingues

##### Les années 2005-2008
L’ouverture des sections bilingues trouve son origine dans la « Convention entre l'ambassade de France en Albanie et le ministère de l'Éducation et de la Science de la république d'Albanie, relative à la coopération dans le domaine de l'enseignement bilingue », signée en avril 2005 à Tirana.
Le pourcentage des élèves qui apprennent le français dans la section bilingue du lycée des Langues étrangères « Asim Vokshi » de Tirana pour l’année scolaire 2007-2008 est 166 élèves (12.12 % du total). Le pourcentage des élèves qui apprennent le français dans les sections bilingues du lycée général « Raqi Qirinxhi » de Korça est 146 élèves (soit 16.57 % du total ). Le total des élèves inscrits dans les sessions bilingues de français est de 312.

##### Les années 2010 et suivantes
Il existe cinq sections bilingues en Albanie. Quatre sont implantées dans des « lycées des langues », à Tirana, à Elbasan (scolarité de 5 ans), à Durres, à Shkodër, et la cinquième à Korça, dans un lycée général à orientation scientifique (scolarité en 4 ans). Les enseignants de français et de disciplines non linguistiques de ces sections bénéficient régulièrement de stages, en Albanie, en France et dans des pays tiers. Certaines sections bilingues bénéficient de la présence d’une stagiaire de master FLE ou d’une enseignante française.

### Le français à l’université
Il existe en Albanie deux départements de français, à l’université de Tirana et à l’université d’Elbasan, et une section de français dans le département des langues de l’université de Shkodër. Ils assurent un enseignement de langue, de littérature, de didactique et de traduction-interprétariat. Ces trois lieux de formation de professeurs de français bénéficient chacun de la présence d’une stagiaire en master FLE.
- En 1965 : Création du département de langue française à Tirana .
- En 1998 : Création du département de langue française à Elbasan, qui aujourd'hui compte plus de 420 étudiants diplômés.
- En 2007 : Création d'une section de langue française à Shkodër.

### Les Alliances françaises

#### Les années 1991-1996
La création du Comité de l'Alliance française de Tirana à l'initiative de Drita Hadaj, chef du département de français de l'université de Tirana, appuyé par quarante personnalités francophones et francophiles : professeurs d'université, parlementaires. Cette initiative visait à soutenir l’enseignement du français en Albanie, lorsque l’anglais avait gagné du terrain.
En janvier 1992, c'est le début des premiers cours organisés par l'Alliance française de Tirana. 80 personnes suivent des cours de français à l'université de Tirana.
En juin 1992, la première activité culturelle de l'Alliance française de Tirana est apparue : La conférence "Charles de Gaulle, la vie, son œuvre".
En juillet 1993, c'est la première session des examens organisés par l'Alliance française de Tirana. 101 personnes inscrites au certificat de pratique du français élémentaire et 8 personnes au diplôme de français.
En octobre 1993, plus de 350 personnes sont inscrites; 2 professeurs titulaires et 16 anciens professeurs donnent des cours.
En octobre 1994, est réalisé l’accord avec le Centre de langues étrangères de Tirana et deux mois plus tard une antenne de l'Alliance française de Tirana à Shkodra est ouverte : 60 personnes inscrites.
En octobre 1995, 560 personnes sont inscrites aux cours. L’organisation et l’administration des nouveaux cours sont efficaces.
En janvier 1996, l'inauguration de la salle informatique à l'occasion de la visite d'une délégation du ministère de l'éducation dirigée par le directeur du cabinet du ministre Francis Delon et la Remise des prix "Academic Palm" à Drita Hadaj, président de l'Alliance française de Tirana.

#### Les années 1997-2000
Les cours de l’Alliance française, comme toutes les autres activités, ont été interrompus à la suite des événements de 1997.
En juillet 1997, l'Alliance française reprend ses activités en organisant une conférence sur les publications récentes en France sur l'Albanie et les Albanais.
En septembre 1997, les cours de l’Alliance française de Tirana et les antennes de Shkodra et d’Elbasan ont commencé avec 540 personnes inscrites et 24 professeurs titulaires.
En novembre 1997, l'Alliance française fête ses 5 ans en présence de deux sénateurs français, M. Boyer et M. Rivière.
En octobre 1998, 545 personnes sont inscrites et 27 professeurs sont titulaires.
En septembre 1999, l'Albanie devient membre observateur du Sommet francophone.
En novembre 2000, une antenne de l'Alliance française de Tirana est ouverte à Fier avec 34 personnes inscrites.

#### Les années 2000 et suivantes
Les Alliances françaises sont des centres répartis dans le monde entier qui ont pour vocation la diffusion de la langue et de la culture françaises. Dans ces centres, on peut prendre des cours de français.
Aujourd'hui, l'Alliance française de Tirana compte plus de 700 étudiants. Les quatre Alliances françaises et leurs annexes constituent des lieux reconnus et dynamiques de l’enseignement du français dans le pays. L’accent est actuellement mis sur le français sur objectif spécifique, dans le cadre du développement entrepris à Tirana d’un enseignement « hors les murs » à destination des administrations et des ministères. Les Alliances françaises proposent des cours de français adossés au cadre européen commun de référence pour les langues (CECRL) et dispensés par des enseignants aux compétences avérées, formés aux approches pédagogiques actuelles. Le réseau des Alliances françaises en Albanie se compose de cinq établissements situés à Tirana, Shkodra, Elbasan, Korça et Durrës, et d’annexes dans les villes de Berat, Lezha, Librazhd et Pogradec.
Les Alliances françaises proposent de valider les compétences linguistiques acquises grâce aux certifications françaises delf et dalf, diplômes à validité illimitée délivrés par le ministère français de l’Éducation nationale. C'est la seule institution en Albanie qui permet de passer les examens officiels DELF/DALF. Les manuels utilisés sont français et chaque alliance est équipée d’un ou plusieurs tableaux blancs interactifs (TBI) permettant un enseignement moderne et dynamique. Les Alliances françaises organisent également des manifestations culturelles, expressions de la culture française et francophone.
Elles jouent un rôle essentiel lors de la célébration de la francophonie au mois de mars. L’Alliance française de Tirana accueille l’Espace Campus France qui coordonne sur le plan national l’information et la promotion des études en France. Campus France est l’agence française de promotion des études en France. Les Alliances françaises de Shkodra, Elbasan, Korça et Durrës accueillent une antenne Campus France, qui délivre une première information aux personnes intéressées par des études en France.

### Les méthodes d’enseignement du français en Albanie

#### Avant les années 1990
L'enseignement du français en Albanie a été introduit depuis la dictature d'Enver Hodja, lui-même enseignant dans le lycée français de Korça, entre 1917 et 1939. Pendant le régime communiste (1945-1990), l’enseignement des langues étrangères a subi l’influence soviétique. L’enseignement se réalisait selon la méthode traditionnelle, en collectif, d’un savoir dicté, sans remise en question critique, ni interaction. Cette méthode encourageait un apprentissage passif, mécanique et théorique qui ne favorisait ni l’expression libre, orale surtout, ni ne développait l’aspect cognitif et réflexif de la langue. Bien qu’on expérimente l’application de la méthode audio-visuelle avec les manuels  De vive voix et Voix et Images de France, en 1970-80, dans quelques écoles, ces efforts ont été sporadiques et de peu d’influence, les professeurs n’étant pas formés à cette méthode active.

#### Après les années 1990
Les événements politiques des années 90 et l'ouverture de l'Albanie ont renforcé l'importance de l'enseignement/apprentissage des langues. Les anciennes méthodes, les anciens manuels avec lesquels on apprenait les langues, avec des méthodes de grammaire et traduction en particulier, tendent à être remplacés par des méthodes communicatives. Depuis ces événements il y a eu un très grand souci de travailler et d'élaborer des curricula fondés sur les principes du Cadre européen commun de référence (CECR, Conseil de l'Europe, 2001). D'ailleurs un très grand travail est fait au niveau universitaire pour être cohérent avec les principes de la convention de Bologne. Parmi les supports de cours, on cite les manuels scolaires de la méthode communicative (Bonne Route, Hachette, 1989 ; Nouveau sans frontières Clé International, 1989; Café crème, Hachette, 1998).
Dans les lycées bilingues à Tirana et à Durrës on utilise les méthodes Café Crème (Beacco di Giura et al., 1997-2000) ou Campus (Girardet & Pécheur, 2002-2006). Dans les lycées à caractère général on trouve des manuels conçus par des auteurs albanais. Ces manuels ont été élaborés avant que leurs auteurs soient formés au Cadre. Il en est de même pour l'enseignement primaire, la plupart des méthodes utilisées sont celles conçues par des auteurs albanais. Ainsi un des plus grands problèmes à résoudre était le remplacement des anciens manuels de langues par des manuels qui répondent aux exigences du CECR.
Au début, seule l'Alliance Française de Tirana utilisait des manuels de l’approche communicative et de la perspective actionnelle, tels qu’Alter Ego (Dollez et Pons 2013) qui vise l’acquisition des compétences décrites dans le CECR. Précédemment l'Alliance Française de Tirana la méthode Tempo (Bérard et al., 1996-2001).
De nos jours, on constate que les manuels utilisés dans les lycées à caractère général appartiennent majoritairement à la méthode actionnelle, comme Agenda (Bidault, Chort, Treffandier et Kablan, 2013), Le Mag’ 2 (Gallon, Himber et Rastello, 2006), Le Nouveau Taxi (Menand, Berthet, Hirschsprung et Kite, 2010), ayant pour but la communication et la réalisation des tâches à travers la langue et surtout employer la langue dans des situations susceptibles d’arriver (à la gare, au supermarché, etc.). Si au début, les moyens étaient le livre et/ou le magnétophone, de nos jours on fait recours aux documents authentiques, aux vidéos, au TBI, etc. Plusieurs enseignants de français ont eu la possibilité de faire des stages ou des formations dont l’objectif est de faciliter l’adaptation à l’utilisation de nouvelles méthodes d’enseignement du FLE.

## La francophonie en Albanie
L’enseignement du français commence très tôt et actuellement, le français reste la deuxième langue étrangère enseignée en Albanie. En 2016, on estimait à 40 000 le nombre d’élèves du primaire et du secondaire à choisir le français comme première langue étrangère.
Actuellement, la plupart des membres de l’élite intellectuelle et politique albanaise est francophone ou a été formée dans des universités francophones. Des hommes politiques toutes tendances confondues dont le Premier ministre, Sali Berisha, le ministre des Affaires étrangères, Besnik Mustafaj, le ministre de l’Éducation et de la Science, Genc Pollo ainsi que plusieurs autres membres du cabinet ministériels, plusieurs députés, universitaires, hauts responsables de l’administration centrale et territoriale, des représentants du monde de l’art et de la société civile, sont de parfaits francophones. Le groupe des députés francophones compte 23 membres, et elle fait partie de l’Assemblée régionale Europe et de l’Assemblée parlementaire de la francophonie.
Tous les 20 mars, la Commission nationale de la francophonie, avec la coopération de l’Agence intergouvernementale de la francophonie, de l’ambassade de France, des représentations diplomatiques d’autres pays francophones accréditées à Tirana (Suisse, Canada, Belgique, etc.), ainsi que les acteurs francophones sur place, organise des manifestations à l’occasion de la Journée internationale de la francophonie. Des concours de poésie (le Grand Prix pour la Poésie – signé par le président de la République), des projections de films en français, des remises de médailles pour les francophones albanais avec la mention « Pour la promotion de la langue française en Albanie », et divers articles publiés dans la presse albanaise sur la francophonie signent cette journée.

### Dates importantes de la francophonie albanaise
Avril 1991 – Création de l’Association des Albanais francophones à Tirana.
1995 – Création de la section nationale francophone au Parlement albanais associée à l’Assemblée parlementaire de la francophonie.
1996 – Adhésion de la section albanaise de l’Union internationale des journalistes et de la presse de langue française à l’APF (Agence de la Presse francophone).
14-16 novembre 1997 – Sommet de Hanoï – L’Albanie devient observateur de la Francophonie.
1998– Tirana, capitale de l’Albanie, devient membre de l’Association internationale des maires francophones (AIMF).
Mars 1999 – L’Albanie devient membre du FFA. Création du Comité national du FFA.
3-5 septembre 1999 – Sommet de Moncton – L’Albanie devient « membre associé » de la Francophonie.
15-17 novembre 1999 – Boutros Boutros-Ghali, secrétaire général de l’Organisation Internationale de la Francophonie, accompagné de l'administrateur de l’Agence intergouvernementale de la Francophonie, Roger Dehaybe, réalise sa première visite officielle en Albanie – Symposium « L’Albanie et la francophonie » à Tirana.
29-30 novembre 1999 – Conférence ministérielle de la Francophonie (Paris) – L’Albanie devient « membre à part entière » de l’Agence intergouvernementale de la francophonie.
Novembre 1999 – Conférence des journalistes francophones de l’Europe du Sud-Est à Tirana, 3 février 2000 – Création de la Commission nationale de la francophonie.
12-13 octobre 2000 – Saint-Vincent, région autonome de la Vallée d’Aoste – L’Albanie est l’ « invitée d’honneur » des « Assises de la Francophonie économique » à Bamako, du 1er au 3 novembre 2000 – Une délégation albanaise participe aux travaux du Symposium international sur le bilan des pratiques de la démocratie, des droits et des libertés dans l'espace francophone.
13-17 novembre 2000 – Stélio Farandjis, secrétaire général du Haut Conseil de la Francophonie, se rend en visite à Tirana.
14-24 juillet 2001 – Ottawa-Hull (Canada) – L’Albanie participe, pour la   première fois, aux IVe Jeux de la Francophonie du 13-15 juin 2000, à Cotonou (Bénin) – Une délégation albanaise participe à la troisième Conférence ministérielle de la culture sur le thème : "La diversité culturelle" .
Janvier 2002 - Mme Arta Dade, ancienne ministre des Affaires étrangères participe aux travaux de la conférence ministérielle à Paris.
Octobre 2002 - L’ancien Premier ministre, M. Fatos Nano, préside la délégation de l’Albanie au Sommet de Beyrouth en novembre 2004 - L’ancien ministre des Affaires étrangères, M. Kastriot Islami, participe au sommet des chefs d’État et de gouvernement a Ouagadougou.
Mai 2005 – L’Albanie devient membre du CRÉFECO (Centre régional pour l’enseignement du Français en Europe Centrale et Orientale). Y participent également la Bulgarie, la Macédoine (ARY), la Moldavie et la Roumanie.
Septembre 2005 – Le Premier ministre d’Albanie, M. Sali Berisha, participe à la rencontre informelle des chefs d’État et de gouvernement ayant le français en partage, organisée au siège des Nations unies, à New York, à l’occasion du soixantième sommet de l’ONU.
06-08 novembre 2005 – Participation d’une délégation albanaise, présidée par M. Ferit Hoxha, ambassadeur d’Albanie en France et représentant personnel du chef de l’État au CPF, au Séminaire international de Mali, Bamako+5, sur le bilan des pratiques de la démocratie, des droits et des libertés dans l'espace francophone. M. Hoxha préside les travaux de l’Atelier de travail N°2 portant sur « Observation, alerte précoce et prévention des crises et des conflits ».
22-23 novembre 2005 – Conférence ministérielle de la Francophonie (CMF), tenue à Madagascar en janvier 2006 – Proclamation de l’Année Senghor. Constitution du Comité national pour les célébrations dans le pays entier de l’Année de la francophonie, en honneur du centenaire de Léopold Sédar Senghor.
Février 2006 – Soumission à la présidence burkinabaise en exercice de la conférence des chefs d’État et de gouvernement, de la demande formelle de la république d’Albanie pour une adhésion à part entière aux instances de la Francophonie, lors du prochain Sommet de Bucarest, septembre 2006.

### Le printemps de la francophonie en Albanie pendant les années 2014-2019
Soirée de Chanson française en tournée à Tirana (20 mars), à Fier (22 mars), à Elbasan (23 mars) et à Shkodra (25 mars) Concert - Gérard Daguerre a accompagné au piano les plus grandes voix de la chanson française dont Joe Dassin, Sylvie Vartan, Barbara, ou encore Charles Aznavour avant d’être directeur musical de l’Opéra-Comique de Paris. En compagnie du chanteur Frédéric Longbois, il propose un panorama des classiques de la chanson française.
Culture Pub à Tirana
L’Alliance française de Tirana et l’Ambassade de France en Albanie proposent deux événements consacrés à la publicité des pays francophones :  
- L’exposition « L’Histoire de France racontée par la publicité », présente du 26 au 30 mars à la Galerie des Arts de Tirana quelque soixante documents publicitaires retraçant l’histoire de France à travers une galerie humoristique de héros français.
- La soirée de la publicité francophone (jeudi 27 mars à 19h au cinéma Imperial -Agimi) vous propose de venir découvrir le meilleur de la création publicitaire et voter pour la meilleure publicité francophone.
Soirée “La Poésie du Vin” à Tirana (21 mars)
"Le vin est ce qu'il y a de plus civilisé au monde" disait François Rabelais. Venez donc déguster du vrai vin français dont les effluves se mêlent à ceux de la poésie, du chant et de la fantaisie. Si le vin vous l'inspire, partageons ensemble une valse musette et le bon souvenir d'un moment où "Vin" est le mot d’ordre, (un autre "V", comme "Vivre"). Dégustation de vins français et spectacle autour du vin. Mise en scène de Sesilia Plasari, accompagnateur piano: Robert Radoja.
Concert du duo Pop/Rock Lyleo à Tirana (22 mars) Formé en 2010, Lyleo est un duo lausannois-fribourgeois de pop-rock francophone avec Cléo à la voix et Wally à la guitare et aux arrangements. Repéré dans le concours « Les Talents Acoustic » de TV5 Monde, Lyleo arpente désormais les scènes et les festivals régionaux.
Cinéclub de l’Organisation Internationale de la Francophonie (OIF) du 24 au 29 mars à Tirana.
Les Ambassades des pays membres de l’Organisation Internationale de la Francophonie vous proposent de découvrir des films de leurs pays en version originale avec sous-titres français.
Cycle de films et de coproductions françaises à l’Académie du Film et Multimédia MARUBI – Tirana (tous les jours du 20 au 29 mars à 19h)
Une cinquantaine d’étudiants francophones ont participé aux Journées de la jeunesse à Tirana, en Albanie, sous le thème : « Participation et engagement des jeunes aux questions sociétales ». L’évènement a été organisé du 11 au 14 décembre 2018, par le Département de français de l’Université de Tirana, en partenariat avec le ministère de l'Éducation, des Sports et de la Jeunesse, l'Agence universitaire de la Francophonie (AUF), l’ambassade de France en Albanie, la Chambre de commerce et d’industrie France-Albanie et l’Organisation internationale de la Francophonie (OIF). Rappelons que le 8 décembre est déclaré Journée nationale de la jeunesse en Albanie. Depuis 2009, par décision du Parlement albanais, cette journée est une fête nationale en l’honneur des étudiants de décembre 1990 et de toute la jeunesse albanaise
Du 20 au 26 août 2018, la cinquième édition du Camp d’été régional francophone s’est tenue à Tirana, en Albanie, réunissant 22 élèves venus de quatre pays d’Europe centrale et orientale et placée sous le thème : « Libres ensemble, nous brisons les frontières »
Dans le cadre du Printemps de la Francophonie en Albanie, la Chambre de commerce et d’industrie franco-albanaise, en partenariat avec l’Agence universitaire de la Francophonie, l’université de Tirana et l’Université Polytechnique de Tirana, ont organisé, le 13 mars 2019, le forum économique « Étudiants et entreprises en Albanie », qui a eu lieu dans la Maison de l’Europe à Tirana. Ce forum visait à mettre en contact les étudiants et les entreprises, à présenter le savoir-faire des entreprises membres de la Chambre de Commerce et d’Industrie Franco-Albanaise et leurs besoins en ressources humaines, et à permettre aux acteurs de la francophonie d’avoir accès au réseau économique francophone.